# Mitsubishi 1MF
Mitsubishi 1MF (яп. 一〇式艦上戦闘機) — серійний палубний винищувач Імперського флоту Японії 20-х років 20 століття.

## Історія створення
На початку 1920-х років Імперський флот Японії, не маючи змоги обігнати флоти своїх потенційних противників, вирішив робити ставку на нові види озброєння та на нові тактичні прийоми боротьби. Важлива роль у цьому відводилась авіаносцям та морській авіації. В будівництві перебував перший японський авіаносець «Хошо». Фірмі Mitsubishi було доручено розробити літаки для нього.
На той час хоч якийсь досвід використання палубної авіації мали тільки англійці.
Тому керівництво фірми Mitsubishi запросило на свій новий авіабудівний завод групу з семи конструкторів фірми «Sopwith» під керівництвом провідного інженера Герберта Сміта (англ. Herbert Smith)., автора ряду знаменитих літаків Першої світової війни. Конструкторам була поставлена задача розробки всієї номенклатури літаків для розміщення на авіаносцях: винищувач, торпедоносець, розвідник. Британські конструктори успішно виконали поставлену задачу.
Винищувач був спроектований досить швидко - перший прототип 1MF1 піднявся у повітря в жовтні 1921 року. Це був суцільнодерев'яний біплан з полотняною обшивкою, двигуном Mitsubishi Hi V-8 (ліцензійний варіант двигуна «Hispano-Suiza-8» фірми Hispano-Suiza). Озброєння складалось з двох 7,7-ии кулеметів «Vickers». Радіатор автомобільного типу надавав характерного квадратного вигляду передній частині літака.
Випробування двох прототипів пройшли успішно. Незабаром з'явився ще один прототип 1MF2 з модифікованими елеронами верхнього крила.
Основним серійним варіантом стала версія 1MF3, яка мала більш округлу форму носової частини за рахунок заміни радіатора автомобільного типу на радіатор типу Lamblin, розміщений між опорами шасі.
Для посадки на палубу використовувався гальмівний гак для аерофінішера британського типу.
Варіант 1MF4 - подальший розвиток літака, який мав зсунуту вперед кабіну та більший виріз верхнього крила. 1MF5 - фінальна версія, яка мала нові елерони між верхнім та нижнім крилом, а також можливість скидання шасі у випадку посадки на воду. Також був розроблений навчальний варіант літака 1MF5A.

## Тактико-технічні характеристики (1MF5)

### Технічні характеристики
- Екіпаж: 1 чоловік
- Довжина: 6,93 м
- Розмах крил: 8,84 м
- Площа крил: 19,2 м²
- Маса порожнього: 936 кг
- Маса спорядженого: 1 279 кг
- Двигуни: Mitsubishi Hi V-8
- Потужність: 300 к. с.

### Льотні характеристики
- Максимальна швидкість: 213 км/г
- крейсерська швидкість: 186 км/г
- Практична стеля: 6 200 м
- Тривалість польоту: 2 г 35 хв

### Озброєння
- Кулеметне: 2× 7,7 мм кулемети

## Модифікації
- 1MF1 - прототип; радіатор автомобільного типу; флотське означення - «Тип 10-1» (1 екз.)
- 1MF1A - прототип із збільшеним крилом; флотське означення - «Тип 10-1» (1 екз.)
- 1MF2 - прототип з модифікованими елеронами верхнього крила; флотське означення - «Тип 10-1»
- 1MF3 - серійний варіант з радіатором типу Lamblin; флотське означення - «Тип 10-2»
- 1MF4 - модифікований варіант 1MF3 зі зміщеною вперед кабіною; флотське означення - «Тип 10-2»
- 1MF5 - невеликі зміни; флотське означення - «Тип 10-2»
- 1MF5A - навчальний варіант

## Історія використання
На початку 1923 року винищувач 1MF3 став надходити на озброєння Імперського флоту, замінюючи старий ліцензійний Gloster Sparrowhawk. 28 лютого 1923 року були здійснені перші зліт та посадка 1MF3 на палубу тільки що збудованого авіаносця «Хошо». Англійський льотчик-випробувач Вільям Джордон (англ. William Jordon), член команди Сміта, загалом здійснив 9 зльотів та посадок, за що отримав премію у розмірі 10 000 єн - величезну на той час суму. Через місяць перший злят та посадку на палубу авіаносця здійснив японський льотчик Суніті Кіра.
З кінця 1923 року літаки 1MF3 стали постійно базуватись на авіаносці «Хошо». У 1927 році вони надійшли на озброєння авіаносця «Акаґі», а у 1928 році - «Каґа».
Виробництво літаків Mitsubishi 1MF продовжувалось до 1929 року. Всього (разом із прототипами та навчальними варіантами) було виготовлено 138 літаків.. 
Перший японський палубний винищувач виявився вдалим та популярним у флоті. Він був міцний, живучий, прекрасно тримався у повітрі, був легким в управлінні та пробачав помилки пілота. Участі у бойових діях літак не брав.
У 1930 році він був знятий з озброєння. Йому на зміну прийшов Nakajima A1N.